# Dampftramway-Gesellschaft vormals Krauss & Comp.

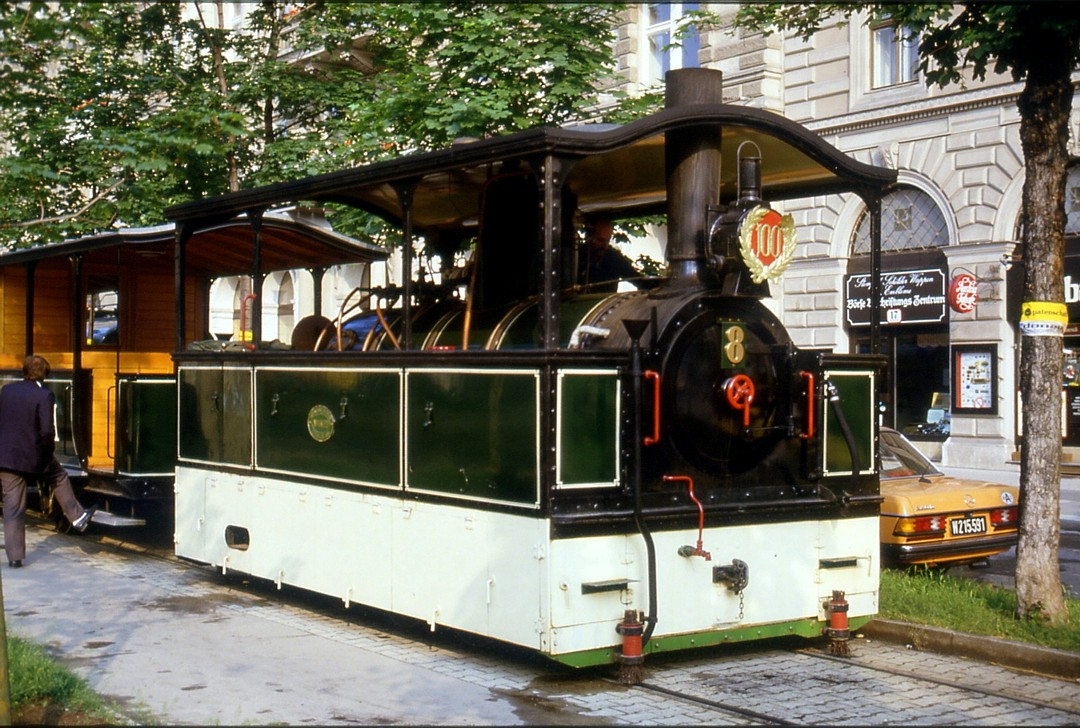
Ehemalige Lok 8 (Baujahr 1886) der DTKC

Die Dampftramway-Gesellschaft vormals Krauss & Comp., abgekürzt DTKC, war ein österreichisches Verkehrsunternehmen und betrieb mehrere Dampfstraßenbahn-Strecken in Wien und Umgebung. Ein Großteil ihres ehemaligen Streckennetzes ist heute Teil der Wiener Straßenbahn. Die DTKC war ein Tochterunternehmen der Lokomotivfabrik Krauss & Co. in Linz und München und existierte von 1881 bis 1907.

## Geschichte

Station Hietzing der DTKC mit einem Zug nach Mödling (ca. 1900)

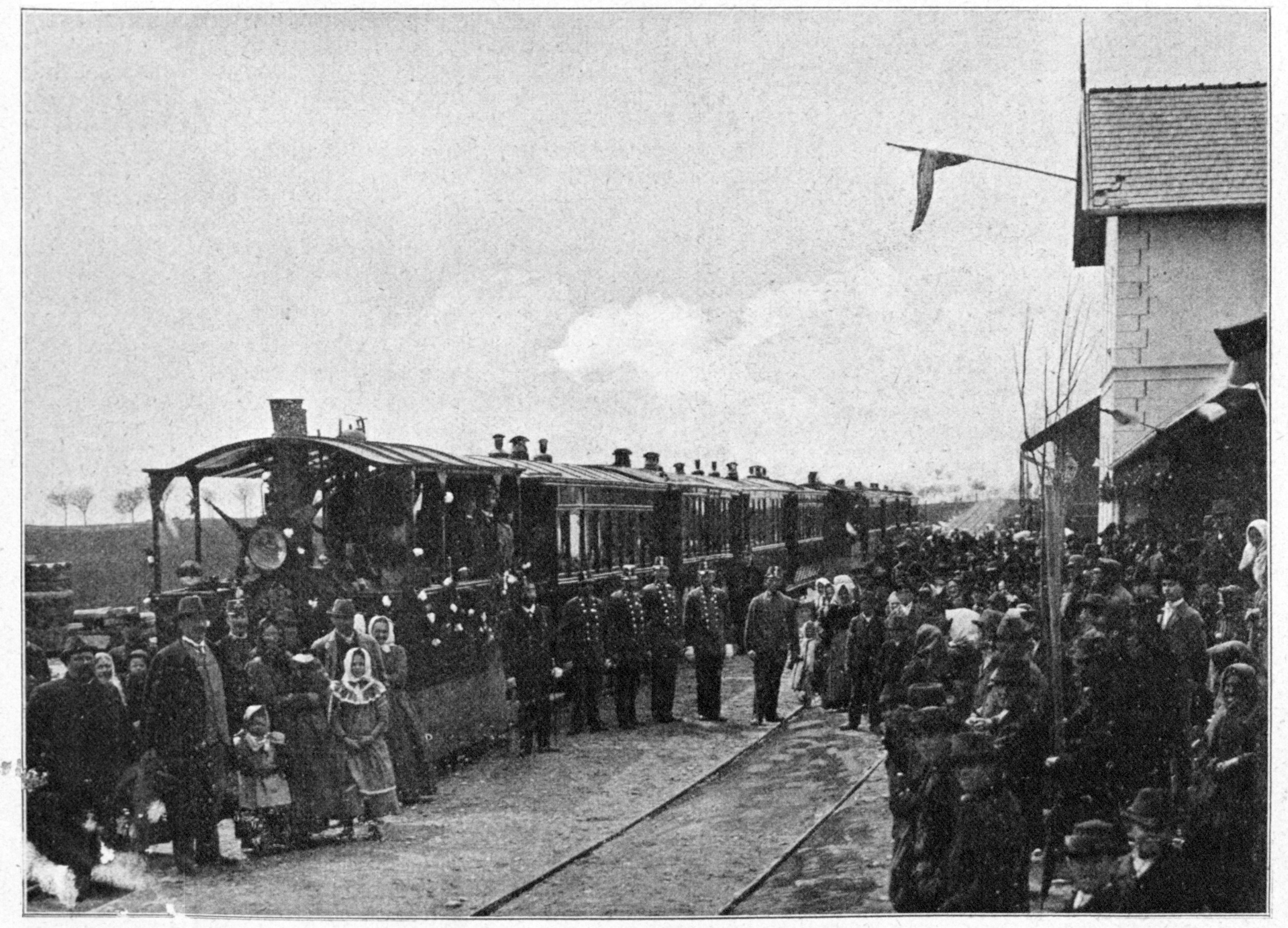
Eröffnung der Stammersdorfer Lokalbahn (1903)

Das Lokalbahngesetz von 1880 ließ erstmals die Führung von dampfbetriebenen Bahnstrecken im Straßenraum zu. Der bayerische Industrielle Georg Krauß (1826–1906), welcher im Jahre 1880 ein Zweigwerk seiner Münchner Lokomotivfabrik Krauss in Linz gegründet hatte, erhielt 1881 die Bewilligung zu Vorarbeiten für eine Dampfstraßenbahnlinie von Wien über Hietzing, Perchtoldsdorf und Mödling in die Hinterbrühl. Am 30. Juli 1882 wurde die Konzession erteilt und bereits am 27. Oktober 1883 konnte das erste Teilstück Hietzing – Perchtoldsdorf als erste österreichische Dampftramway in Betrieb genommen werden. Das restliche Teilstück der südlichen Linie bis Mödling mit dem Seitenast Hietzing – Ober St. Veit folgte 1887. Am 7. Juni 1886 konnte die nördliche Linie von der Stephaniebrücke entlang der Brünnerstraße bis Stammersdorf und die in Floridsdorf abzweigende Linie nach Groß-Enzersdorf, beides damals weit außerhalb der Tore Wiens gelegen, eröffnet werden.
1888 wurde das Unternehmen in eine Aktiengesellschaft namens Dampftramway-Gesellschaft vormals Krauss & Comp. mit Sitz in Wien und einem Kapital von 3,6 Millionen Gulden umgewandelt. Direktor wurde bis zum Ende des Unternehmens der Wiener Ingenieur Wilhelm Hallama. 1898 wurde das Kapital auf 7,6 Millionen Kronen aufgestockt und 1900 die Statuten geändert. 1903 übernahm man die Betriebsführung auf der Lokalbahn Stammersdorf – Auersthal, welche vor allem für die Versorgung Wiens mit Milch und Gemüse aus dem Marchfeld und dem Weinviertel eine Rolle spielte.
Nachdem sich die Stadt Wien 1904 auch über die Donau ausweitete (heutiger 21. Bezirk), kam es zu mehreren Schwierigkeiten mit der DTKC. Vor allem die langsame Betriebsabwicklung und die Rauchplage durch die Kastenlokomotiven wurden mehrfach kritisiert. Zudem sorgten oftmalige Entgleisungen und sehr lange Zugintervalle für den Unmut der Fahrgäste. Im Zuge des Munitipalsozialismus unter Bürgermeister Karl Lueger drängte die Stadt daher auf eine Übernahme und rasche Elektrifizierung der zunehmend als störend empfundenen Dampfstraßenbahn. Die DTKC wehrte sich jedoch vorerst gegen die Übernahmebestrebungen der Stadt und nannte einen unrealistisch hohen und nicht verhandelbaren Kaufpreis von 4,6 Millionen Kronen für ihre angeblich recht maroden Anlagen. Schlussendlich ging das Unternehmen erst 1907 in den Besitz der Gemeinde Wien – Städtische Straßenbahnen über. Diese übernahm mit den Linien der DTKC auch die Betriebsführung der Stammersdorfer Lokalbahn, welche das einzige Engagement der Gemeinde Wien im Bereich Lokalbahnen bleiben sollte. 1913 wurde diese Strecke von den Niederösterreichischen Landesbahnen (NÖLB) übernommen.
Die Dampftramway-Gesellschaft vormals Krauss & Comp. wurde mit 3. Jänner 1908 aufgelöst und nach Klärung aller rechtlichen Probleme und der Betriebsübernahme durch die NÖLB auf der Stammersdorfer Lokalbahn schließlich am 29. Dezember 1914 aus dem Handelsregister gelöscht.
Das Netz der ehemaligen DTKC-Linien wurde bis 1922 vollständig elektrifiziert. Die Dampflokomotiven der ehemaligen DTKC wurden in Folge verkauft bzw. verschrottet, oder in untergeordnete Dienste (z. B. Elektrifizierung der Stadtbahn) verdrängt. Die Personenwagen dienten auf den vormaligen DTKC-Linien weiterhin als Anhänger für Straßenbahn-Triebwagen.

## Liniennetz

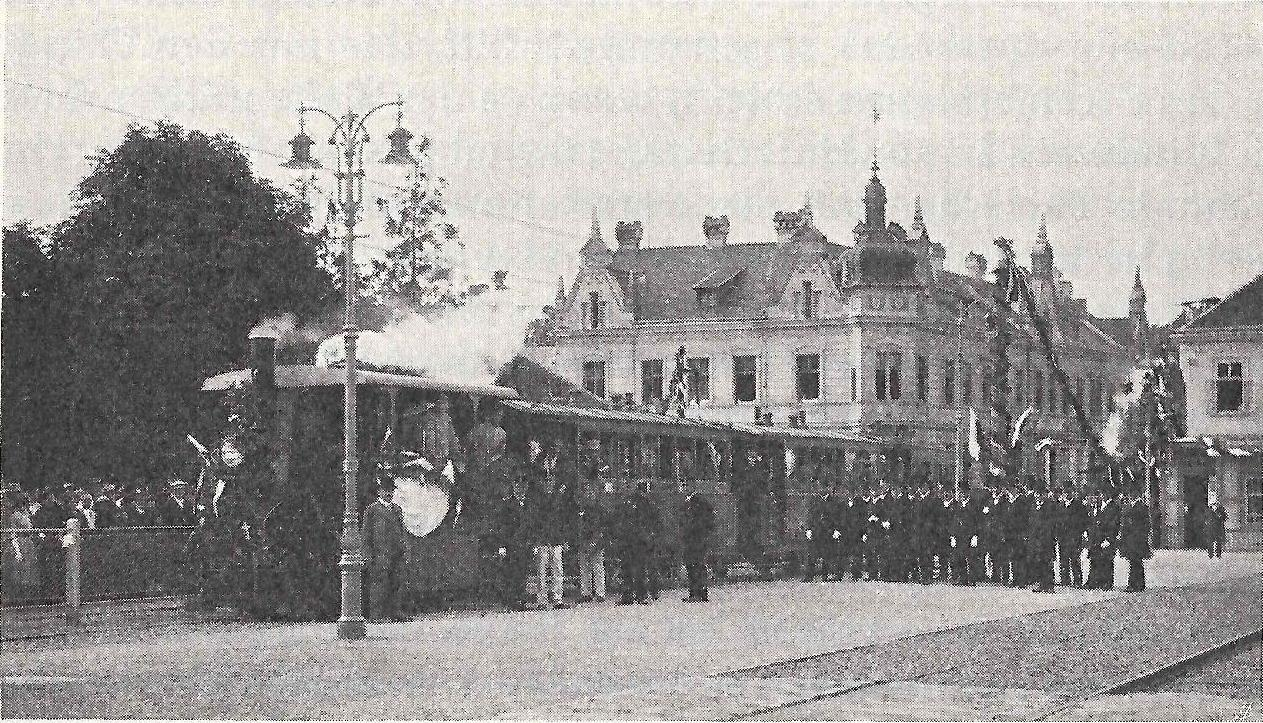
Letzter Zug der Dampftramway von Lainz nach Mauer (1912)

Im Endausbau umfasste das Streckennetz der DTKC insgesamt rund 45 Kilometer.
Die nördliche Linie führte von der Wiener Augartenbrücke über Floridsdorf und Jedlersdorf nach Stammersdorf. Vom Spitz in Floridsdorf führte ein Seitenast über das Donaufeld, Kagran, Hirschstetten, Aspern und Essling in die Stadt Groß-Enzersdorf (insgesamt 26 Kilometer lang). In Stammersdorf schloss sich ab 1903 bis zur Übernahme durch die NÖLB 1913 die Stammersdorfer Lokalbahn nach Auersthal (21,8 km lang) an, auf dieser verkehrten durchgehende Züge von und nach Wien.
→ siehe auch: Straßenbahnstrecke Schottenring–Stammersdorf und Straßenbahnstrecke Floridsdorf–Groß-Enzersdorf
Die südliche Linie führte vom Stationsgebäude in Hietzing über Lainz, den Rosenhügel, Mauer, Rodaun, Perchtoldsdorf, Brunn am Gebirge, Maria Enzersdorf nach Mödling und war rund 16 Kilometer lang. Ferner gab es eine Zweigstrecke von Hietzing Neue Welt nach Ober St. Veit.
Die Strecke von Mauer nach Mödling wurde nach der Übernahme 1907 durch die Stadt Wien eine eigene Linie und ab deren Elektrifizierung 1921 als „360“ bezeichnet.
Die Strecken waren durchwegs eingleisig und mit Ausweichen versehen, der Minimalradius betrug 25 m und die maximale Steigung 42,2 Promille (am sogenannten Maurer Berg). Heizhäuser gab es in den Stationen Perchtoldsdorf, Stammersdorf und Groß Enzersdorf, ferner wurde in Floridsdorf der noch heute existierende Betriebsbahnhof Floridsdorf von der DTKC eingerichtet. Wagenremisen gab es in Mödling, Perchtoldsdorf, Floridsdorf und Stammersdorf.

### Streckeneinstellung und verbliebene Strecken
Im Zuge einer zunehmend isolatorischen Verkehrspolitik Ende der 1960er Jahre kappte die Stadt Wien alle über ihre Landesgrenzen hinausgehenden Straßenbahnstrecken. Die Linie 360 nach Mödling wurde am 1. Dezember 1967 auf dem Streckenstück Rodaun – Mödling eingestellt. Am 31. August 1970 folgte das Streckenstück Kagran – Groß Enzersdorf der Linien 217 und 317.
Heute sind mit den Teilstrecken Hietzing – Rodaun (Linie 60), Schottenring – Stammersdorf (Linien 30 und 31) und Floridsdorf – Kagran (Linie 26) drei ehemalige DTKC-Strecken als Straßenbahnlinien der Wiener Linien in Betrieb.

## Fahrzeuge
Die DTKC verfügte insgesamt 32 Dampflokomotiven, wovon 30 als Kastenloks ausgeführt waren. Bis auf die Lokomotiven Nr. 27 und 28 wurden alle Lokomotiven von der Lokomotivfabrik Krauss & Comp. Linz gebaut.
| Betriebsnummer                       | Bauart | Baujahr | Leistung | Anmerkungen                                                        |
| ------------------------------------ | ------ | ------- | -------- | ------------------------------------------------------------------ |
| 1–5                                  | B nT   | 1883    | 60 PS    |                                                                    |
| 6–11                                 | C nT   | 1884/86 | 100 PS   | Lokomotiven 8 und 11 erhalten                                      |
| 12–26                                | B nt   | 1885/87 | 60 PS    |                                                                    |
| 27–28                                | B nt   | 1888    | 30 PS    | ursprünglich für Straßenbahn Augsburg                              |
| 29–30                                | B nt   | 1899    | 80 PS    | auf der südlichen Linie bis zum Ende des Dampfbetriebes im Einsatz |
| 31–32 „Stammersdorf“ und „Auersthal“ | C nt   | 1904    | 150 PS   | für Stammersdorfer Lokalbahn, später NÖLB 6                        |

### Verbleib
Insgesamt sind noch drei Dampflokomotiven der DTKC erhalten, und zwar die Lok 8 bei der Museumstramway Mariazell, Lok 11 im Verkehrsmuseum Remise in Wien und die Ct-Lokalbahnlok Nr. 31 „Stammersdorf“ ebenfalls bei der Museumstramway Mariazell. Während aktuell von den Dampftramwayloks keine betriebsbereit ist, wurde Lok 31 im Jahr 2021 wieder instand gesetzt. Dazu existieren noch einige Personen- sowie Güterwagen.

## Bildergalerie

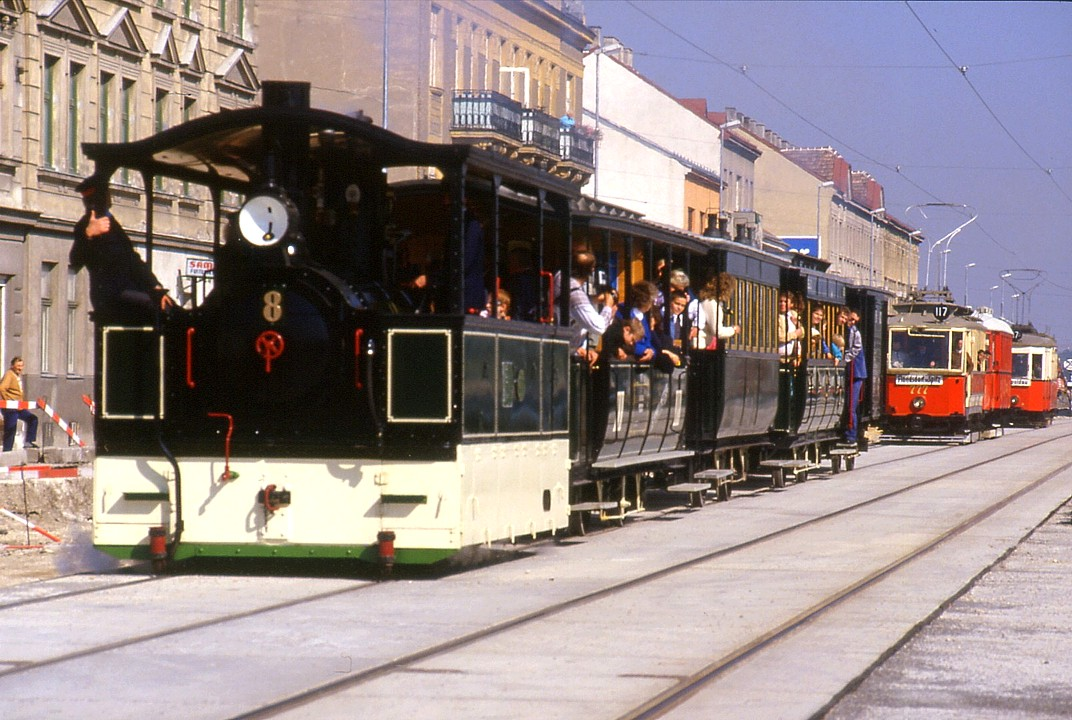
Typischer Dampftramway-Zug bei der Feier „100 Jahre Bahnhof Floridsdorf“ auf der Wiener Brünnerstraße (ehem. nördliche Linie)
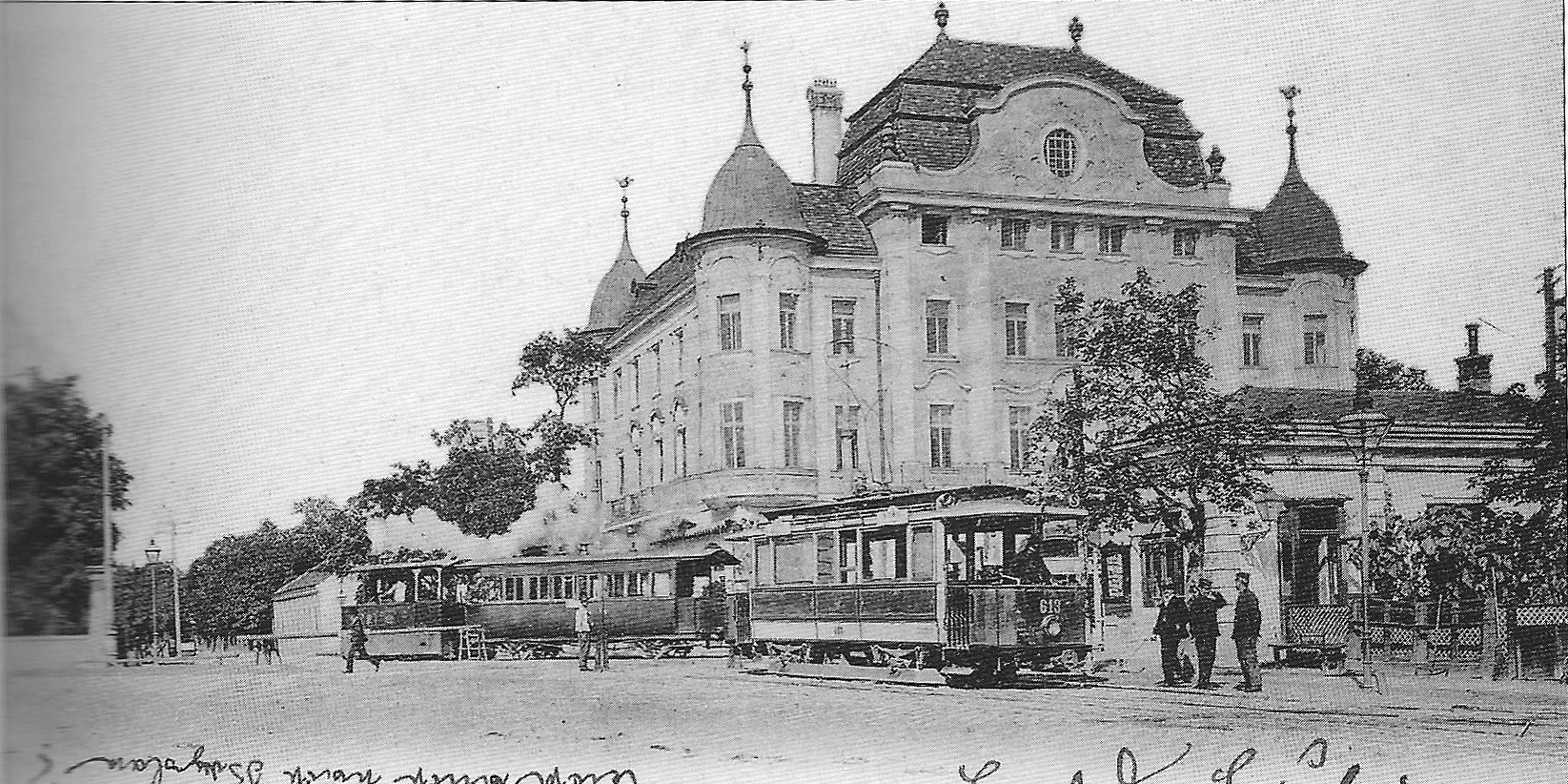
Begegnung von Dampftramway (südliche Linie) und elektrischer Straßenbahn an der Kreuzung Hietzinger Straße/Lainzer Straße in Wien (1904)
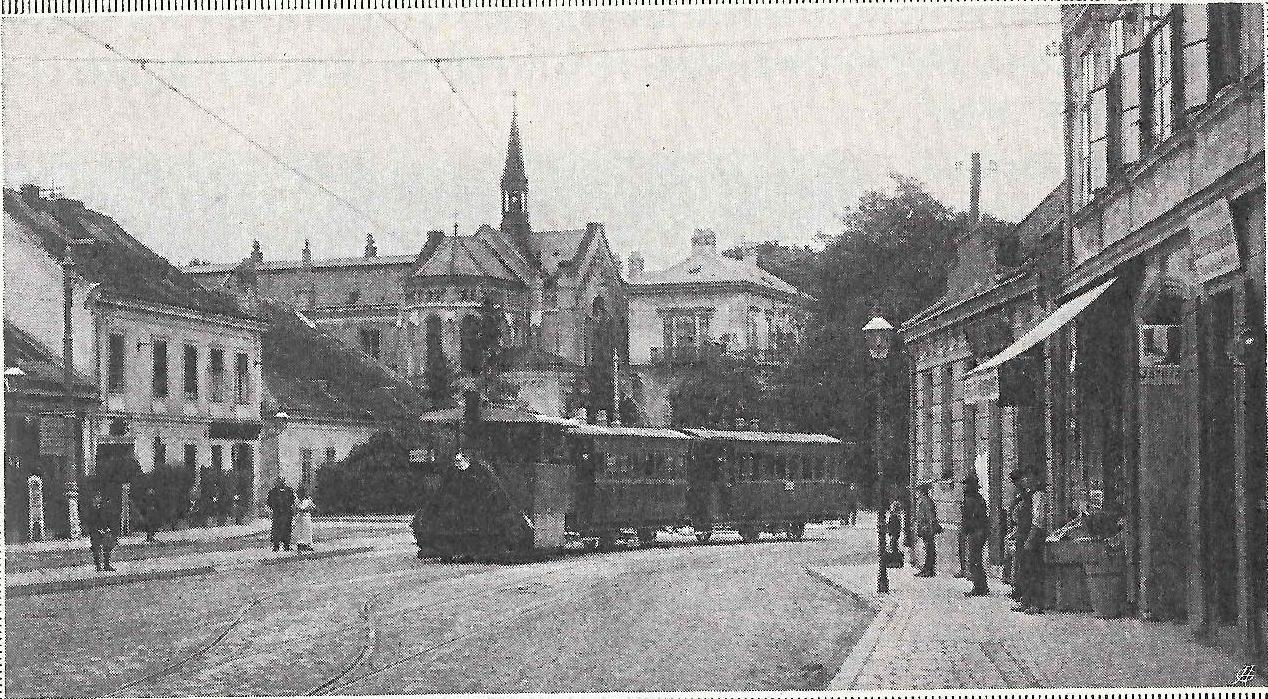
Zug der südlichen Linie mit einer Lok der Serie 29–30 (1899 gebaut)
Der Einschnitt am Maurer Berg nach der Elektrifizierung, jedoch noch eingleisig (1925)
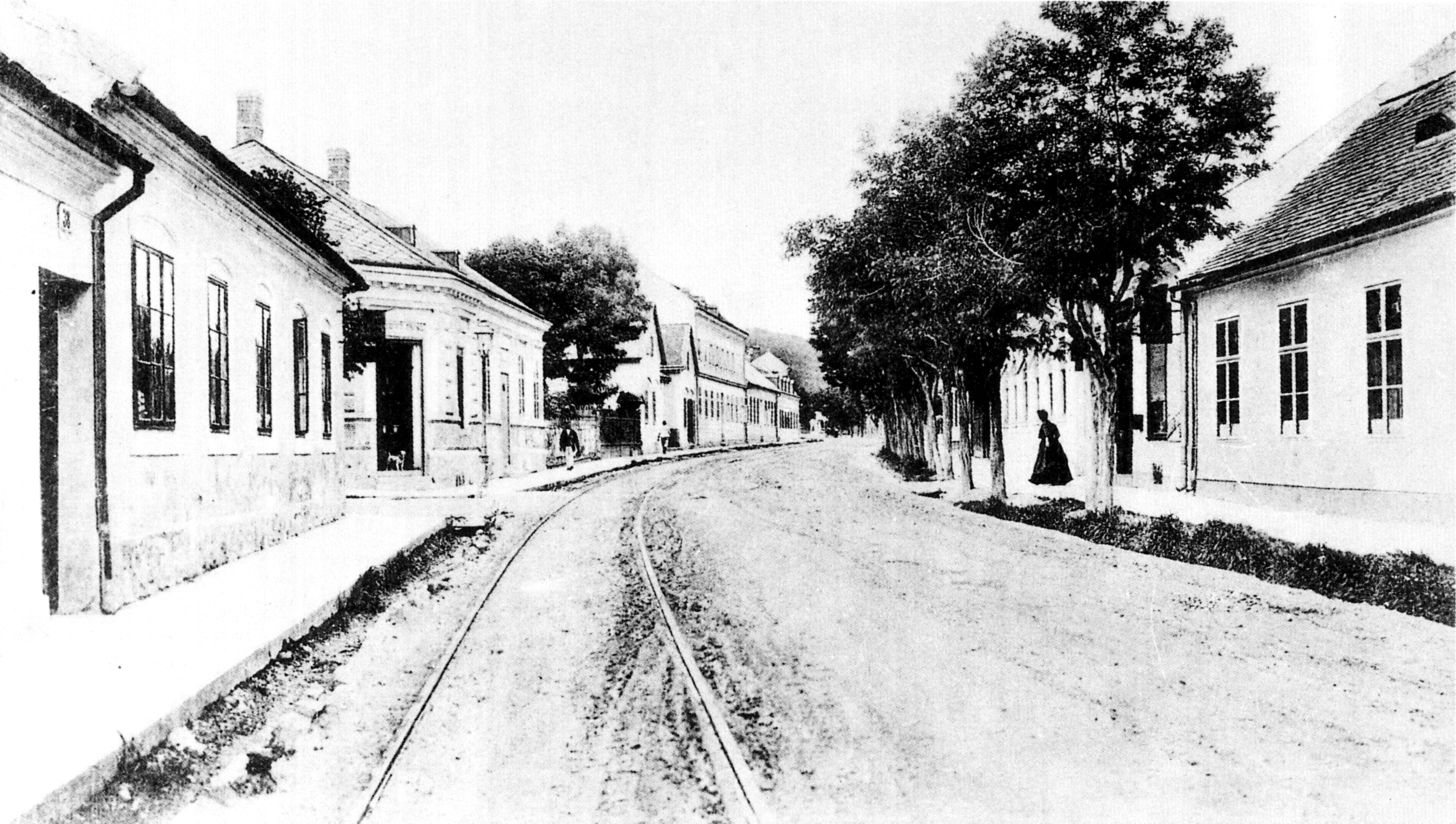
Gleise der Dampftramway (südliche Linie) in der Ketzergasse in Rodaun (1915)
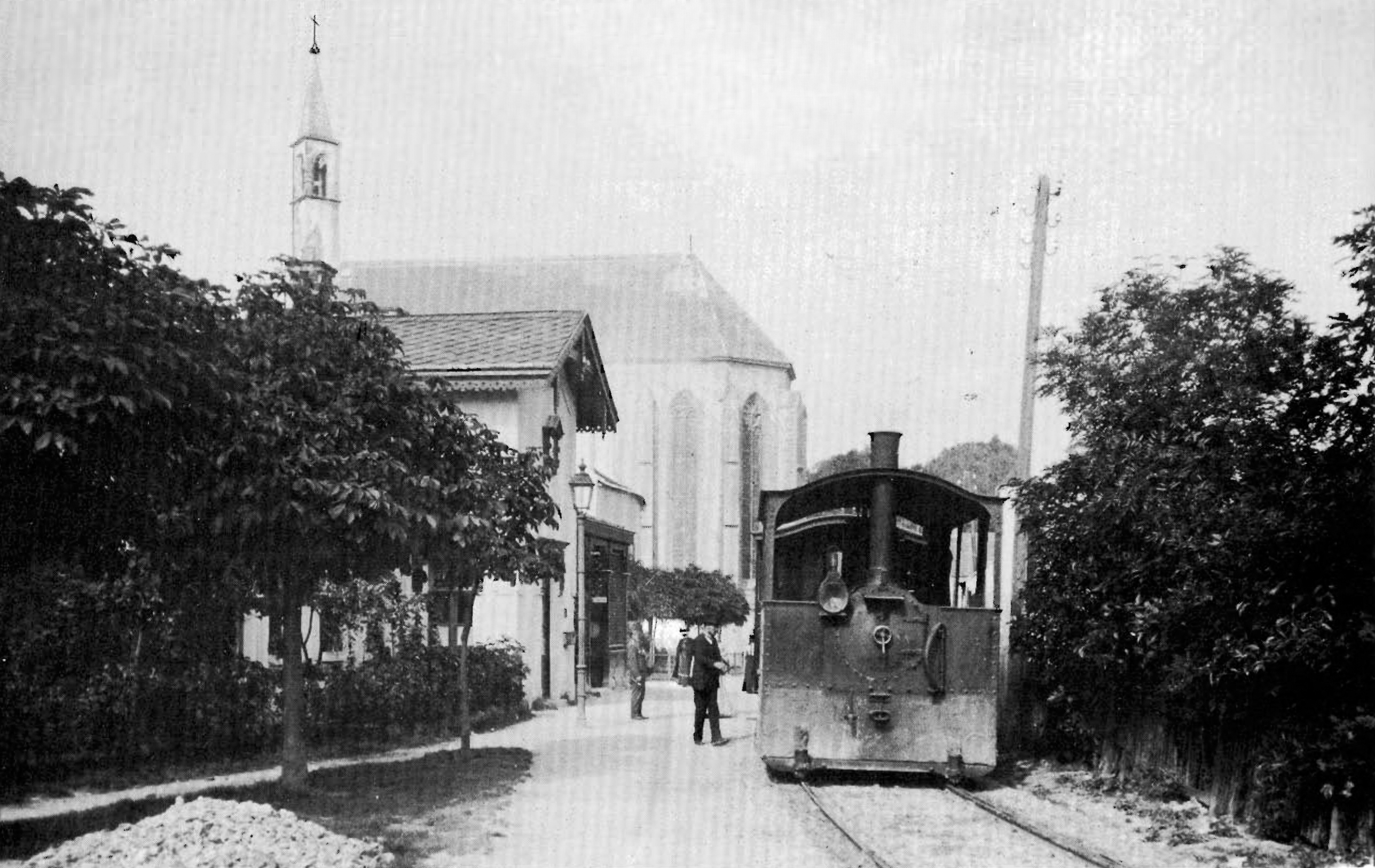
Ein Zug der südlichen Linie beim Halt im Bahnhof Perchtoldsdorf (um 1910)
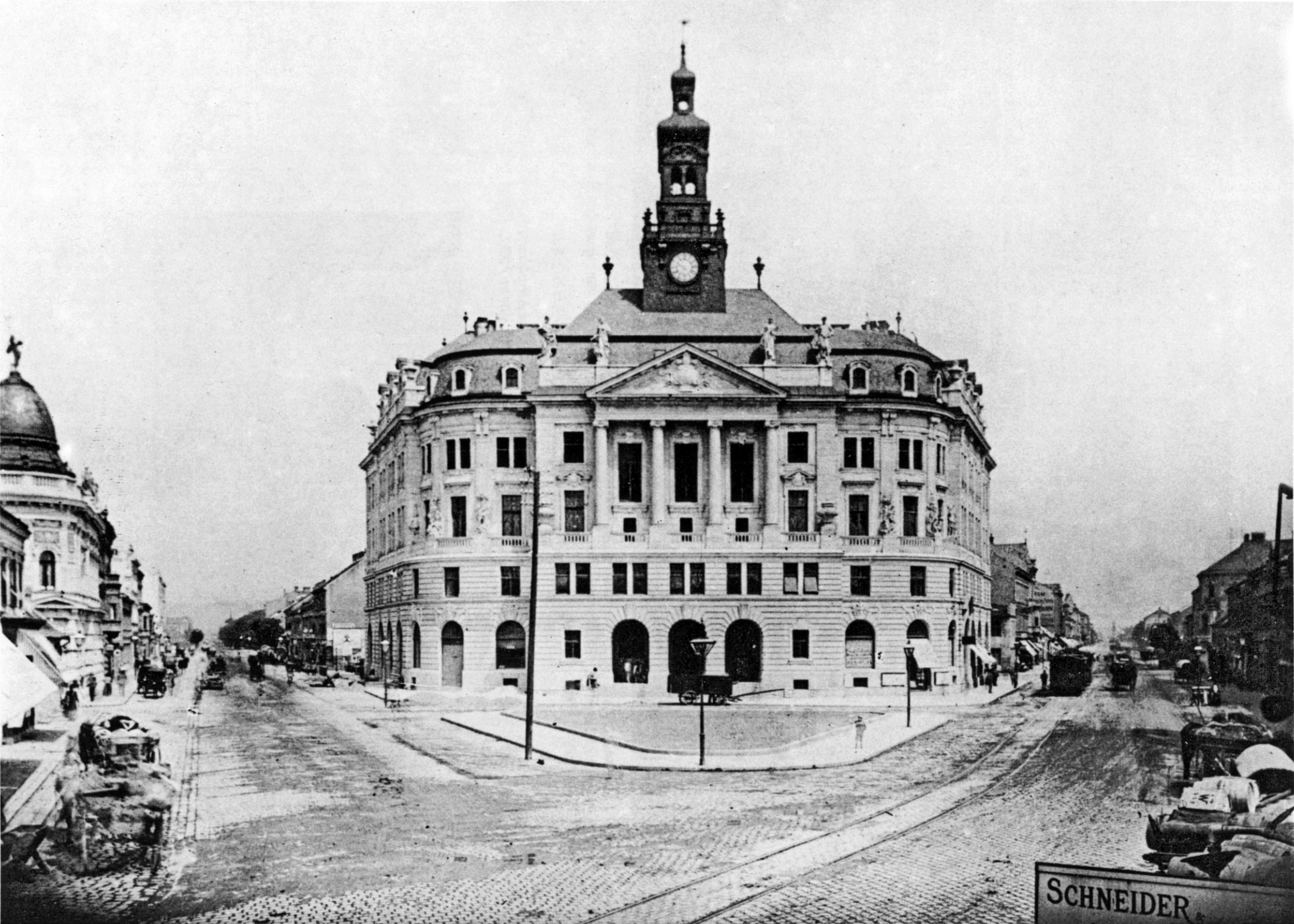
DTKC-Züge auf der Brünnerstraße beim Amtshaus Floridsdorf (1901)
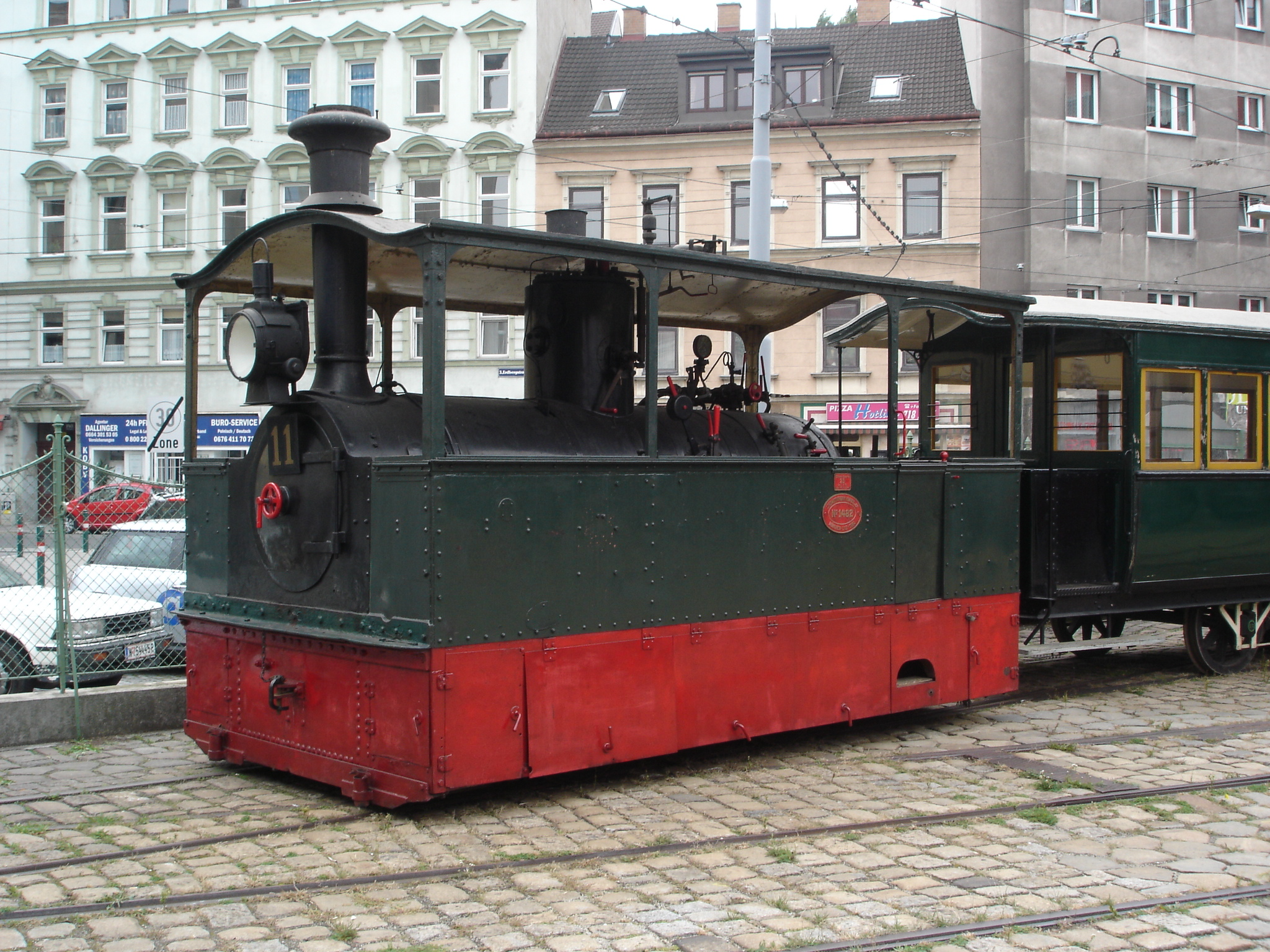
Die erhaltene C t-Dampftramway Lok 11 (Baujahr 1884) im Verkehrsmuseum Remise in Wien
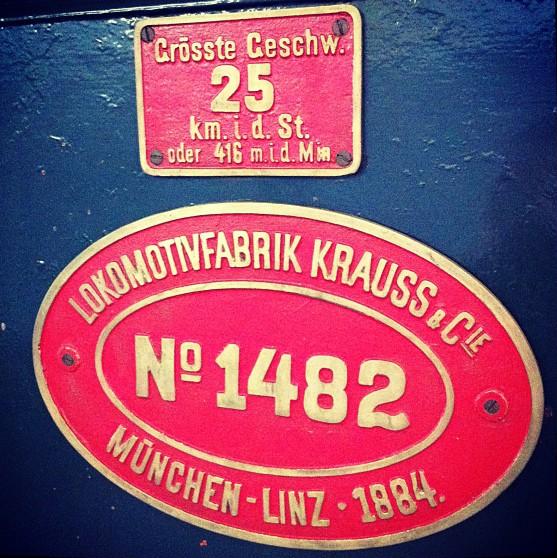
Fabrikschild der Lokomotive 11
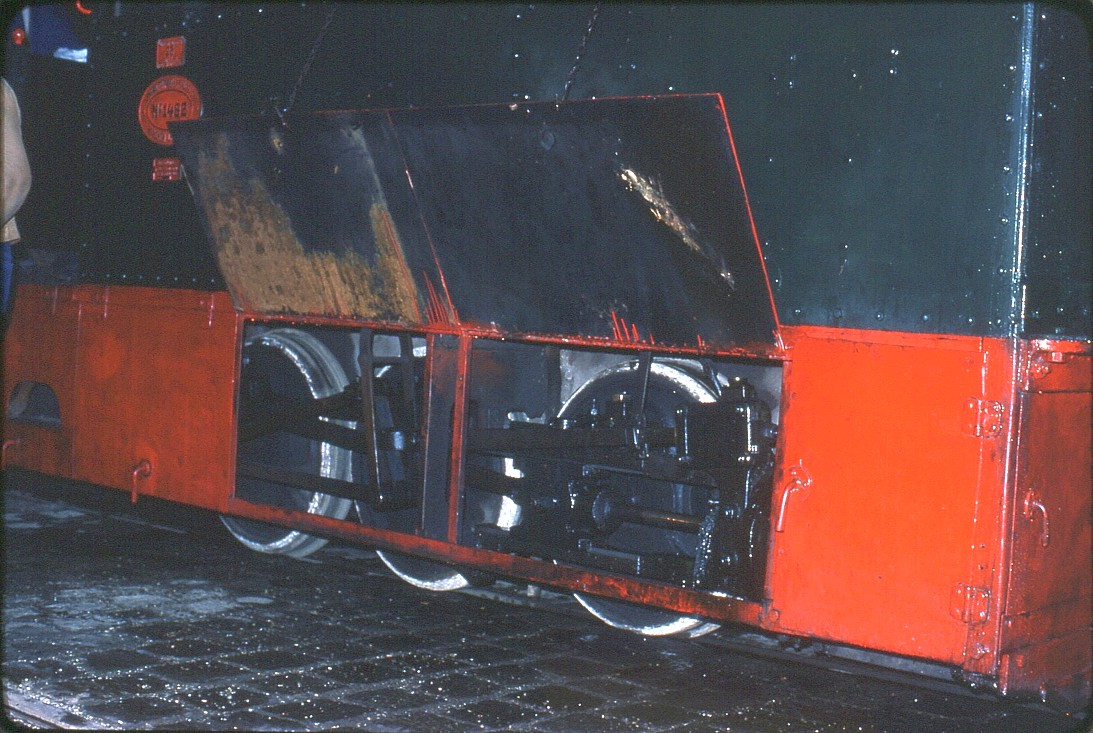
Dreifach gekuppeltes Triebwerk der Loks 8 und 11
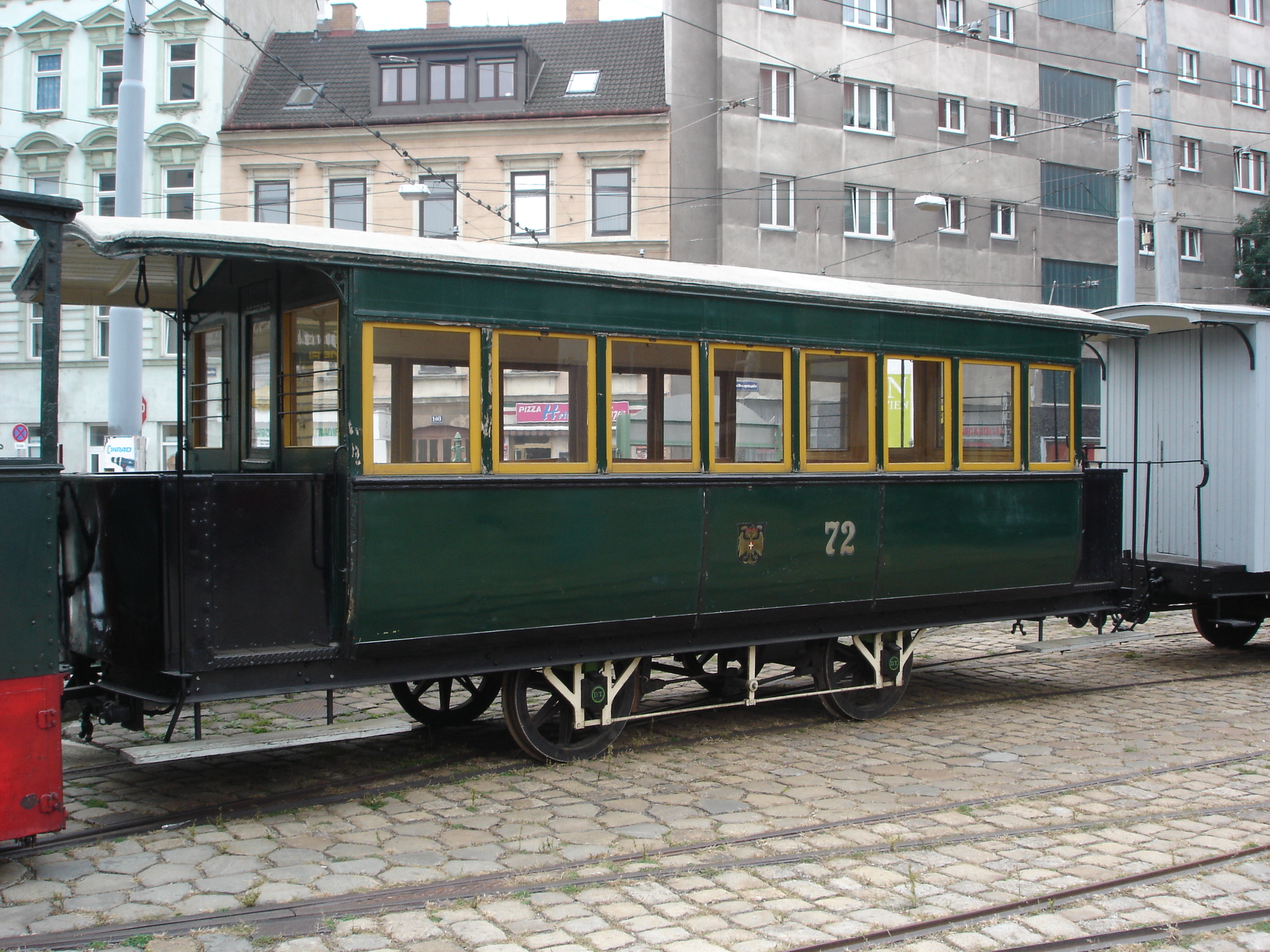
Personenwagen Nr. 72 der DTKC
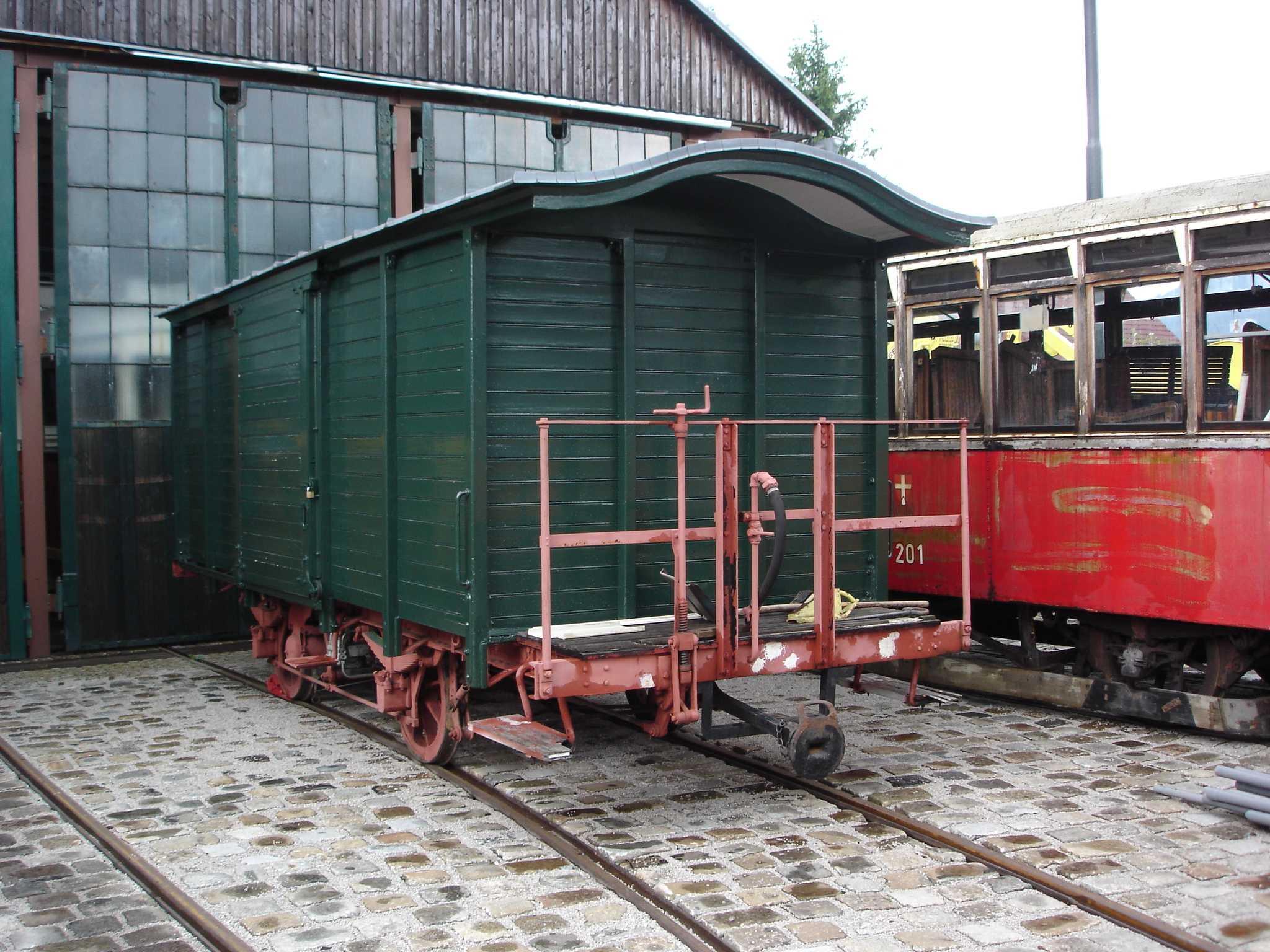
Erhaltener Güterwagen 107 bei der Museumstramway Mariazell
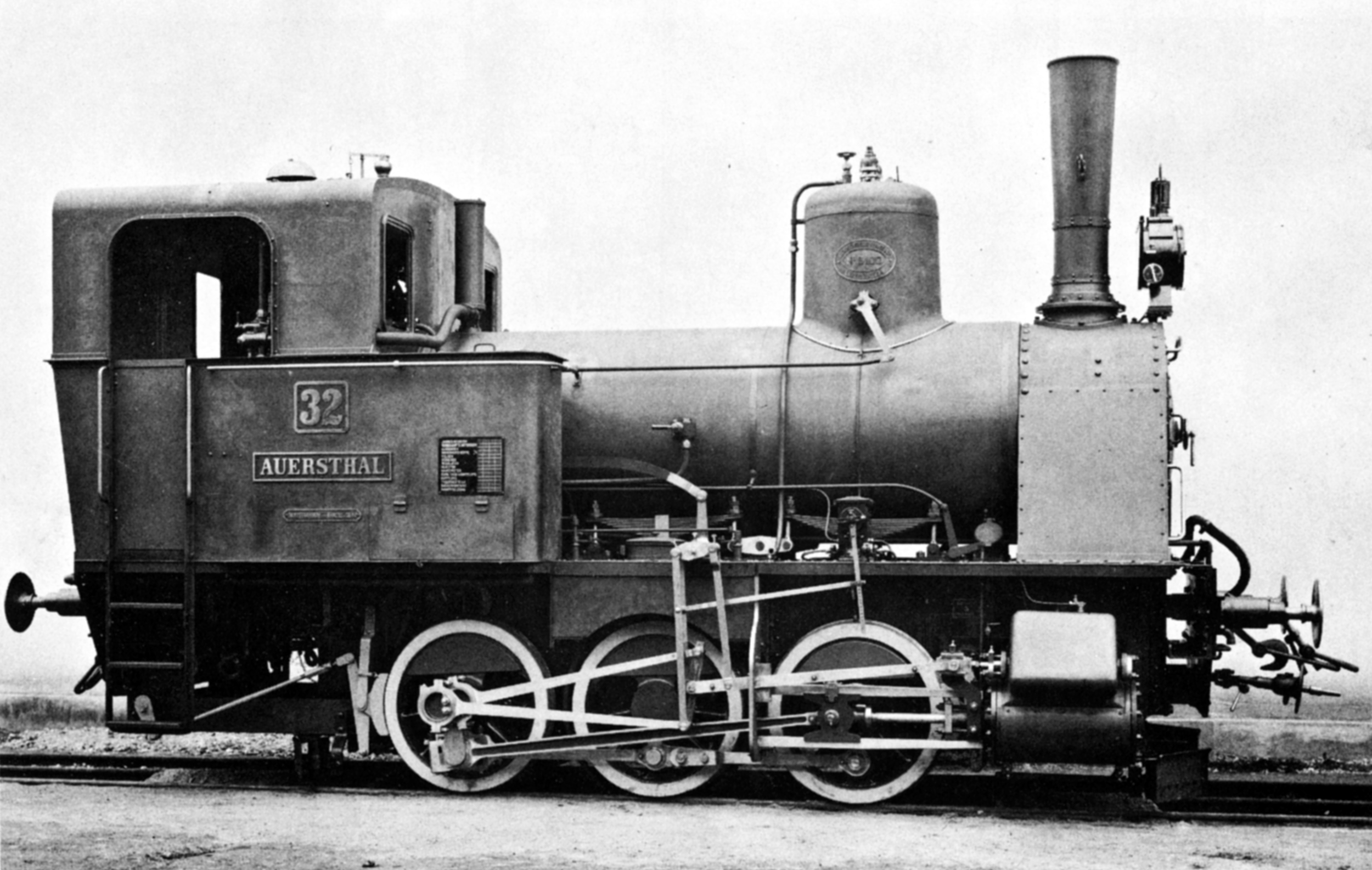
Werkfoto der Lokomotive Nr. 32 „Auersthal“ der Stammersdorfer Lokalbahn (1904)
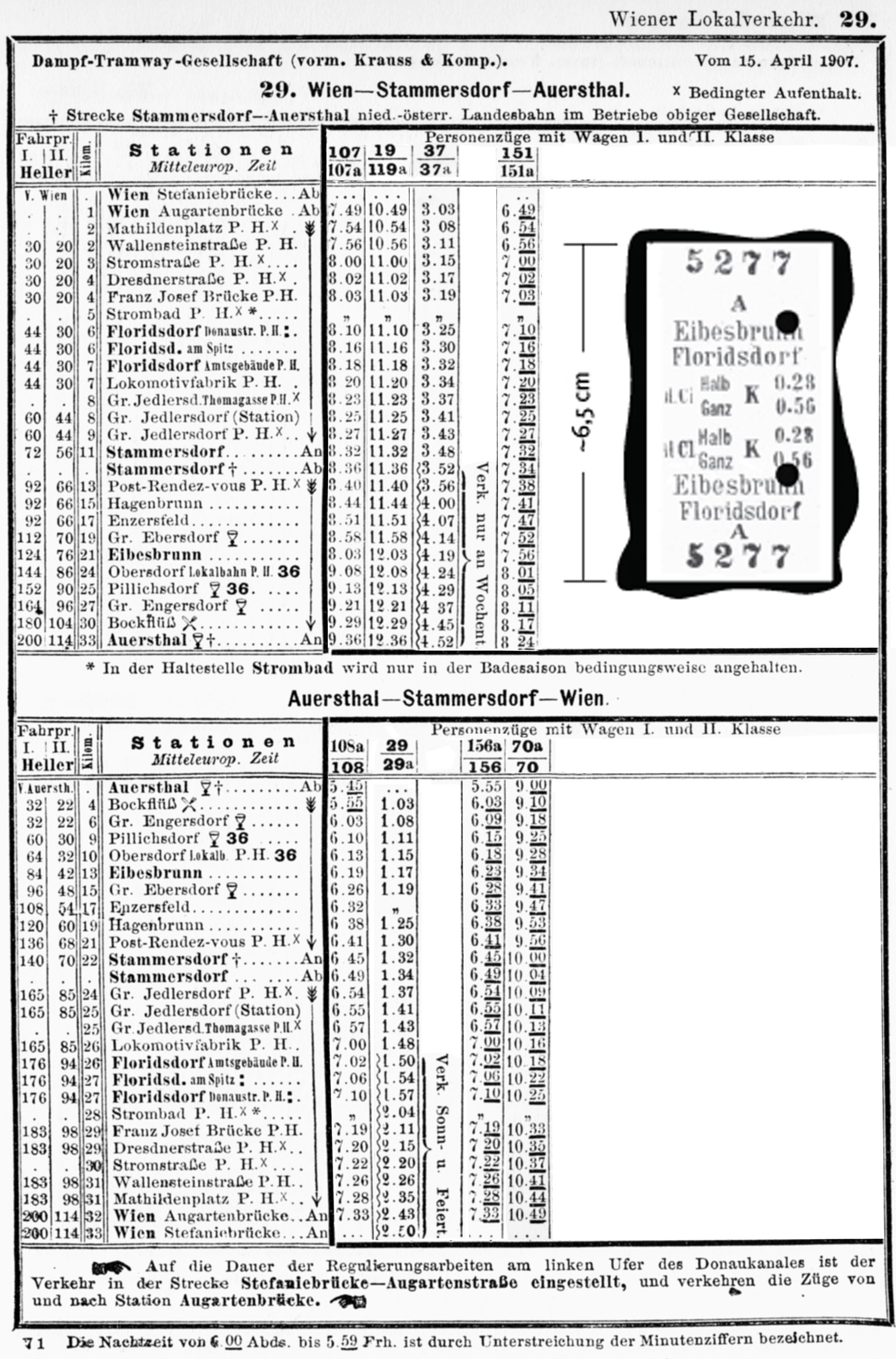
Fahrplan der nördlichen Linie inklusive Stammersdorfer Lokalbahn von 1907
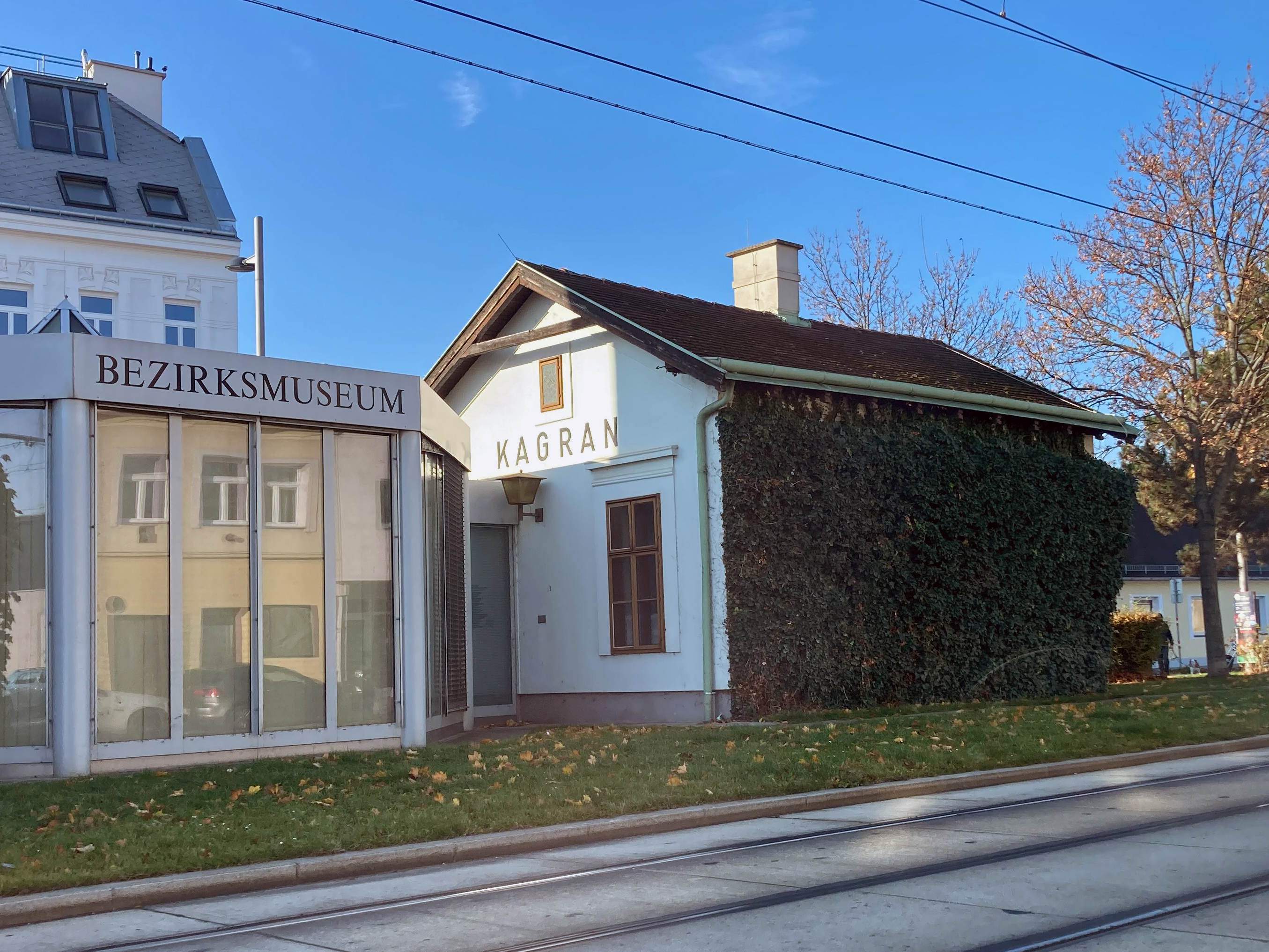
Das ehemalige Stationsgebäude Kagran ist heute Teil des Bezirksmuseum Donaustadt